# Endlich sind wir reich
Endlich sind wir reich ist ein britischer Liebesfilm, den Alfred Hitchcock 1931 drehte. Er basiert auf einem Roman von Dale Collins. Während sein Originaltitel Rich and Strange lautet (dt. „Reich und seltsam“), lief er in den USA unter dem Titel East of Shanghai (dt. „Östlich von Schanghai“).

## Handlung
Der Angestellte Fred Hill kehrt von einem frustrierenden Arbeitstag heim zu seiner Ehefrau Emily. Aber das tägliche Einerlei aus trautem Heim, Steak und Nieren-Pudding und anspruchsloser Gattin reicht Fred nicht. Unerwartet stellt ihm sein Erbonkel eine größere Summe zur Verfügung, damit sich Fred seinen Wunschtraum vom Reisen in Luxus erfüllen kann. Das Ehepaar schifft sich zu einer Weltreise ein, die die beiden zunächst nach Paris, dann durchs Mittelmeer und den Sueskanal in den Fernen Osten führen soll. Doch schon bei der Querung des Ärmelkanals wird Fred von der Seekrankheit befallen. Unterdessen lernt die alleingelassene Emily an Bord des Luxusliners den weltgewandten Oberst Gordon kennen; die beiden verlieben sich und auch der endlich genesene Fred verfällt den Reizen einer vermeintlich hochadligen Bordschönheit. Als Gordon Emily aufklärt, dass die „Prinzessin“ eine betrügerische Abenteurerin ist, besinnt sich die schon Scheidungswillige mitleidig auf ihre Zuneigung zu ihrem Angetrauten. Gordon gibt Emily hochherzig auf, Fred seine „Prinzessin“ eher gezwungenermaßen – nachdem diese mit tausend Pfund im Zielhafen Singapur das Weite gesucht hat. Dem wieder vereinten Ehepaar bleibt nur das Nötigste, um mit einem billigen Linienschiff die Heimreise anzutreten. Doch das zarte Flämmchen ihrer neu erwachten Liebe droht bei einer Havarie im Chinesischen Meer gemeinsam mit den beiden zu ertrinken. Zum Glück werden die Schiffbrüchigen durch chinesische Plünderer vom sinkenden Schiff gerettet. Froh und zufrieden, schließlich wieder daheim zu sein, will sich Fred nun mit trautem Heim nebst Steak und Nieren-Pudding bescheiden – Emily jedoch, durch ihre Erlebnisse jetzt ambitioniert, besteht auf schleuniger Anhebung ihres Lebensstandards.

## Hintergrund
- Endlich sind wir reich trägt deutliche autobiografische Züge. Die Reise der beiden Protagonisten Fred und Emily und die Prüfungen, die die beiden zu überstehen haben, finden ihre Entsprechung in der Ehe von Alfred und Alma Hitchcock. Inspiriert wurde Hitchcock durch eine Schiffsreise, die er 1931 zusammen mit seiner Frau und ihrer 1928 geborenen Tochter Patricia unternommen hat und durch einen Kurzurlaub in Paris. Alma schrieb ebenfalls am Drehbuch mit. Auffällig ist auch eine gewisse Namensähnlichkeit zwischen Emily und Alma einerseits und zwischen Fred und Alfred andererseits.
- Hitchcocks damaliger Produzent John Maxwell war von der Idee zu Endlich sind wir reich gar nicht begeistert. Er zwang Hitchcock, zuvor den Film Nummer siebzehn zu drehen, für den er kaum Interesse entwickeln konnte. Endlich sind wir reich war ein finanzieller Misserfolg. Aus heutiger Sicht erscheint der Film vergleichsweise modern. Er ist, gerade im Vergleich mit den vorangegangenen Werken Hitchcocks, relativ dialogarm. Überdies ist er stark von Hitchcocks Humor und Witz geprägt, der in vielen seiner späteren Filme anzutreffen ist und auf der einen Seite augenzwinkernd menschliche Schwächen bloßlegen, auf der anderen Seite auch makaber und morbide sein kann. Auffallend ist auch Hitchcocks kreativer und experimenteller Umgang mit der Kamera, der typisch für seine frühen Filme ist.
- Der Titel Rich and Strange ist ein Zitat aus William Shakespeares Der Sturm.
- Die Außenaufnahmen fanden in Marseille, Port Said, Colombo und Sues statt.
- Der Film wurde im deutschen Fernsehen erstmals am 27. April 1979 um 20.15 Uhr von der ARD gezeigt.[2][3]

## Kritik
Das Lexikon des internationalen Films findet den Film „amüsant-bissig“.